# Vasile Iorga
Vasile Iorga (Mărașu, 19 febbraio 1945 – aprile 2003) è stato un lottatore rumeno, specializzato nella lotta libera.

## Palmarès

### Olimpiadi
- 1 medaglia:
  - 1 bronzo (Monaco di Baviera 1972 nei pesi medi)